# Lomatobolbina
Lomatobolbina is een geslacht van uitgestorven kreeftachtigen uit de klasse van de Ostracoda (mosselkreeftjes).

## Soorten
- Lomatobolbina ishimica Melnikova, 1986 †
- Lomatobolbina mammillata (Thorslund, 1940) Jaanusson, 1957 †
- Lomatobolbina oblonga (Steusloff, 1894) Jaanusson, 1957 †
- Lomatobolbina ottawaensis Copeland, 1989 †
- Lomatobolbina vonhachtorum Schallreuter, 1981 †